# Topki
Topki (rusky Топки) je město v Kemerovské oblasti v  Ruské federaci. Při sčítání lidu v roce 2010 mělo přes osmadvacet tisíc obyvatel.

## Poloha a doprava
Topki leží v severní části Kuzbasu. Od Kemerova, správního střediska oblasti, jsou vzdáleny přibližně 35 kilometrů jihozápadně.
Přes město prochází železniční trať z Jurgy přes Leninsk-Kuzněckij do Novokuzněcku, od které se zde odpojuje trať na Kemerovo. Ze severu město míjí dálnice R255 „Sibiř“.

## Dějiny
Topki vznikly v roce 1914 při stavbě železniční trati z Jurgy do Kolčugina a Kemerova. Jejich jméno pochází z místního výrazu pro bažiny. Od roku 1929 měly status sídla městského typu, od roku 1963 jsou městem.